# James Cresset
James Cresset (zm. 1710) – angielski dyplomata.
W latach 1694–1703 był angielskim wysłannikiem nadzwyczajnym (envoyé extraordinaire) w Elektoracie Hanoweru rezydującym w miastach; Hanower i Celle. Jednocześnie w latach 1698–1703 sprawował funkcję brytyjskiego posła w Księstwie Wolfenbüttel.